# Aiguamolls de Neuland
Els Aiguamolls de Neuland (en alemany Neuländer Moorwiesen) són una reserva natural a la riba esquerra de l'Elba als barris Neuland i Gut Moor de la ciutat d'Hamburg a Alemanya. Els aiguamolls cobreixen una superfície de 250 hectàreas.
Forma un típic paisatge cultural del maresme de l'Elba inferior: plana herbosa senze gaire arbres, estanys i canals de desguàs. La protecció implica sigui l'abandó de l'agricultura, sigui una agricultura extensiva, el que va permetre pujar el nivell freàtic i tornar a crear un biòtop ric i divers. S'hi va prohibir les activitats pertorbadores dels ocells que coven als prats. Hi van tornar espècies amenaçades o gairebé amenaçades, amb ocells com fredeluga, becadell o gamba roja, uns 34 espècies de libèl·lules i més de setanta plantes rares.
La zona va der polderitzada des del segle xiii, per iniciativa del duc Otó II de Brunsvic-Lüneburg. El paisatge no va canviar molt fins a la fi del segle XIX: ramaderia extensiva i explotació de la torba van ser les principals activitats. La construcció de l'autopista E25 el 1937 va ser una primera gran cesura. La major part de la zona occidental entre la ciutat d'Harburg i l'autopista es va urbanitzar. Des del pla de desenvolupament prussià del 1923 fins passat el segle xx, també a la zona oriental hi havia vel·leïtats de crear una zona de fàbriques i més tard un gran parc de logística, profitant la bona connexió a la xarxa d'autopistes. La protecció ha aturat aquests projectes. A més, en restaurar els aiguamolls, recuperen la seva funció d'emmagamatzematge de diòxid de carboni.
Van ser protegit pel govern d'Hamburg l'1 d'agost de 2017.

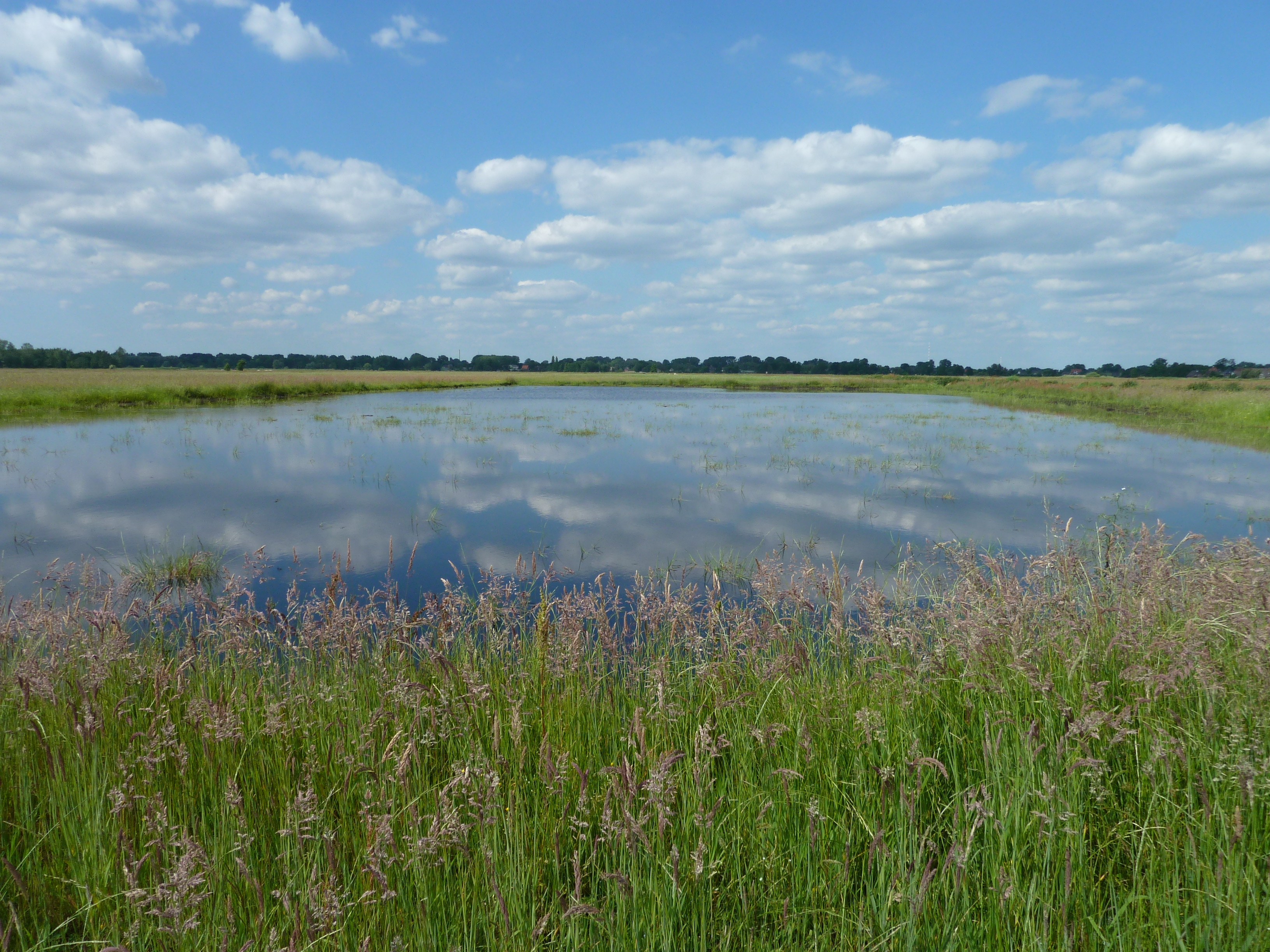
Estany novament creat
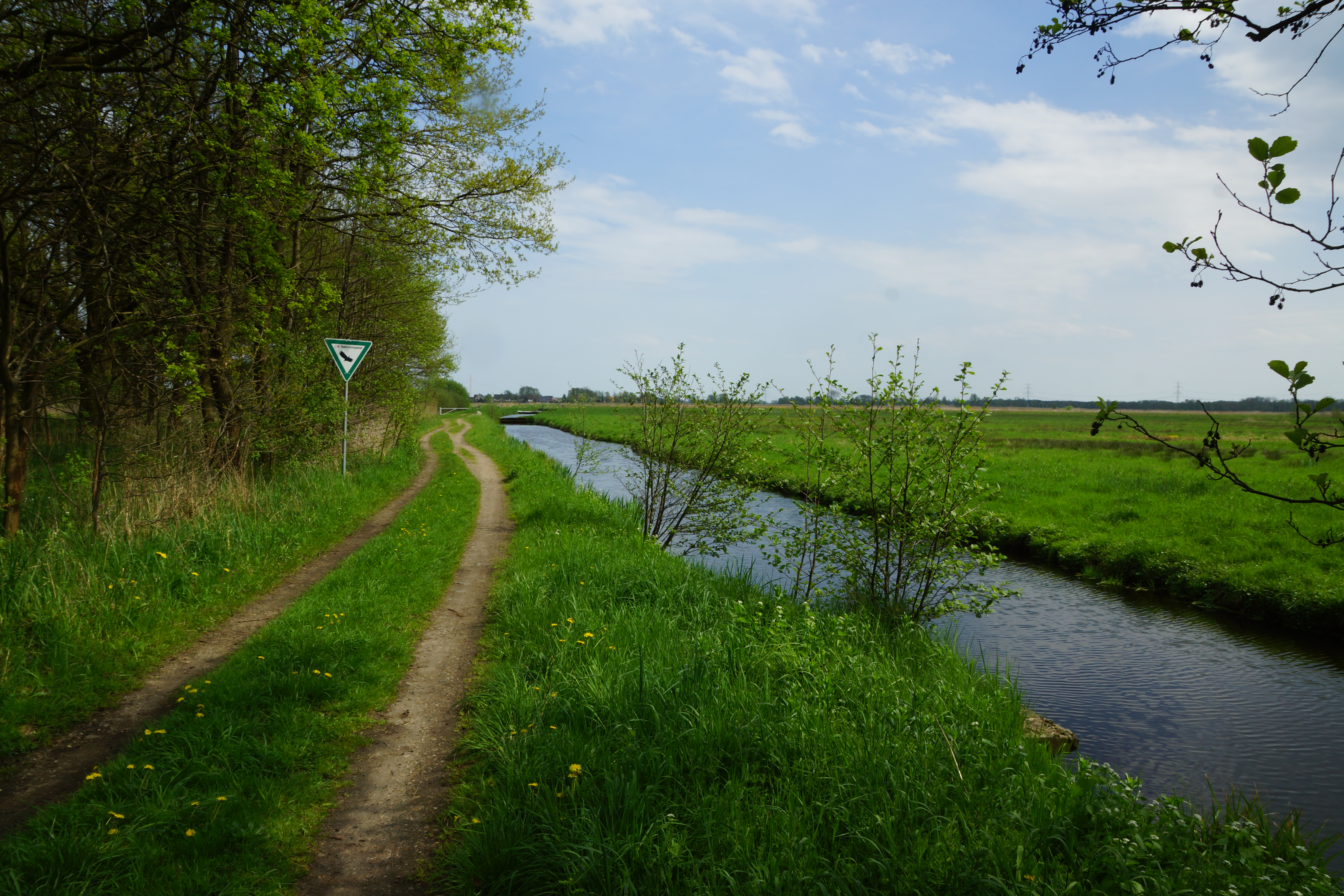
El camí de Fünfhausen i el rec principal Fünfhausener-Landweg-Wettern
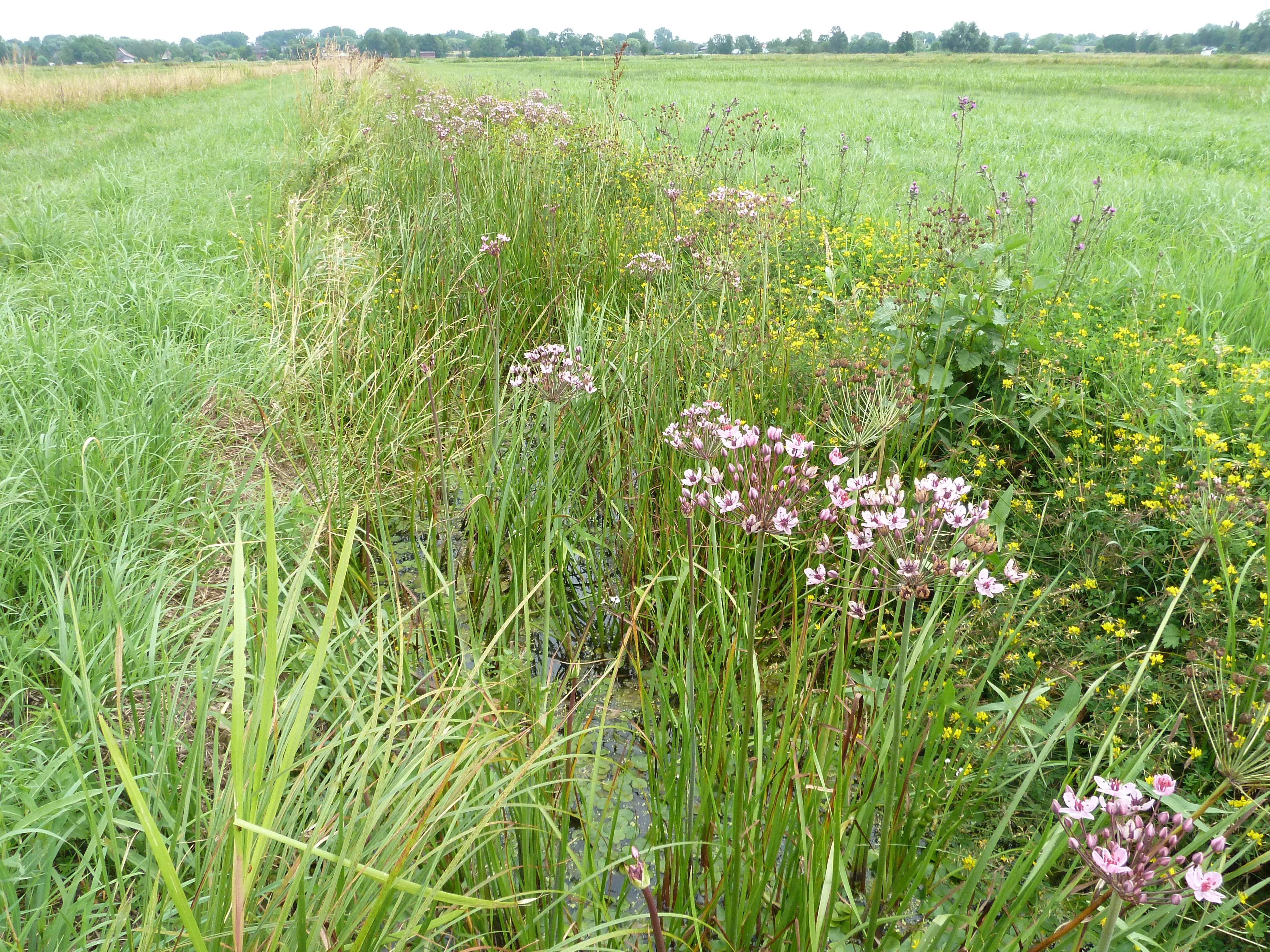
Flora al marge d'un rec
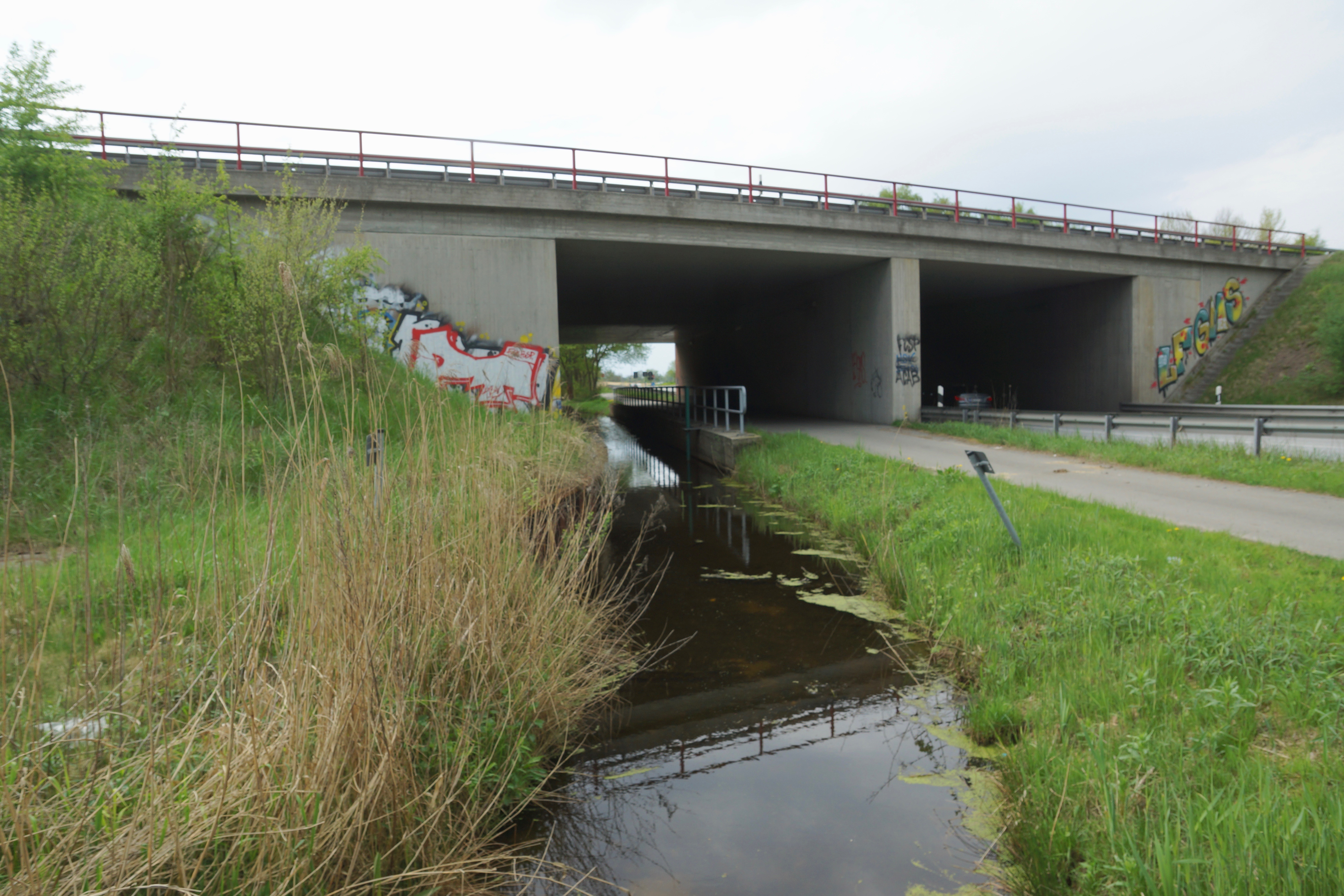
El pont de l'autopista i el Fünfhausener-Landweg-Wettern